# Marginalisering
Marginalisering eller social marginalisering är en form av social utestängning. Marginalisering kan beskrivas som en process eller ett tillstånd där vissa individer eller grupper hamnar eller hamnat i samhällets utkanter, vilket resulterar i minskad tillgång till resurser, möjligheter och rättigheter. Marginalisering som process kan resultera i utanförskap.  Marginalisering har beskrivas som en motsats till social inkludering.
De flesta definitioner av social marginalisering avser avsaknad av resurser, levnadssätt och livsvillkor som anses normala och acceptabla i ett specifikt samhälle.
I postmoderna teorier, som ofta betonar mångfald, representation och maktordningar, utvidgas analysen av marginalisering till att inkludera aspekter som identitet, status, diskurs och maktrelationer. Marginaliserade grupper kan då beskrivas som olika grupper av människor inom en viss kultur, kontext och historia som riskerar att utsättas för multipel diskriminering på grund av samspelet mellan olika personliga egenskaper eller grunder, såsom genus, identitet, ålder, etnicitet, trosuppfattning, hälsostatus, funktionsnedsättning, sexuell läggning, utbildning eller inkomst, eller för att de bor på olika geografiska platser.
”Att vara marginaliserad innebär att individen inte på egen hand kan förändra sin livssituation till det bättre” – citat hämtat från I marginalen – tre livsmönster bland unga med psykiska funktionshinder, Olin, E. (2008).